# Mike McCarthy (football américain)
Pour les articles homonymes, voir Mike McCarthy.
Michael John McCarthy (né le 10 novembre 1963 à Pittsburgh en Pennsylvanie) est un entraîneur américain de football américain.
Il fut l'entraîneur principal des Packers de Green Bay de 2006 à 2018, avec lesquels il a remporté le Super Bowl XLV et des Cowboys de Dallas de 2020 à 2024.

## Biographie

### Enfance et carrière universitaire
Mike McCarthy naît à Pittsburgh. Son père est un pompier et un officier de la police de Pittsburgh ainsi que le gérant d'un bar.
Il joue lors de son passage à l'université Baker avec les Wildcats dans l'équipe de football américain.

### Carrière d'entraîneur

#### Université (1987-1992)
McCarthy sert d'abord comme assistant avec l'université d'État de Fort Hays de 1987 à 1988 avant de revenir dans sa ville natale de Pittsburgh où il travaille comme entraîneur des quarterbacks de l'université de Pittsburgh sous les ordres de Paul Hackett pendant trois saisons et une saison comme entraîneur des wide receivers.

#### Professionnelle (depuis 1993)

##### Entraîneur adjoint
La carrière de McCarthy en NFL débute en 1993 lorsqu'il est nommé assistant de la qualité offensif, poste qu'il occupe pendant deux saisons avant d'être nommé en 1995 entraîneur des quarterbacks. Il fait quatre saisons à ce poste avant de faire une saison comme entraîneur des quarterbacks chez les Packers de Green Bay, entraînant Brett Favre lors d'une saison qui le verra réaliser une de ses meilleures. Après la saison 1999, les Packers font un coup de balai et limogent l'ensemble du personnel d'entraîneurs. Il devient en 2000 coordinateur offensif des Saints de la Nouvelle-Orléans et est nommé lors de sa première saison entraîneur assistant de l'année à la NFL par le quotidien USA Today.
En 2005, Mike McCarthy devient coordinateur offensif des 49ers de San Francisco, mais c'est une mauvaise saison, marquée par les blessures de piliers de l'équipe qui est portée par le jeune Alex Smith et San Francisco termine dernier de la saison en points et en yards.

##### Entraîneur principal
McCarthy devient entraîneur principal des Packers le 8 janvier 2006 en acceptant une offre d'une durée de trois ans de Ted Thompson, le manager général des Packers de Green Bay. Pour sa première saison à la tête de l'équipe, les Packers se retrouvent avec 4 victoires et 8 défaites après le douzième match, mais l'équipe remporte ses quatre derniers matchs et termine la saison avec un bilan équilibré. Cependant, Green Bay rate les rencontres éliminatoires pour la deuxième année consécutive. En 2007, McCarthy se classe parmi les grands entraîneurs comme Vince Lombardi pour ses premières saisons. Il fait un bilan de 13 victoires et 3 défaites, atteignant le championnat NFC, mais échoue au trophée de l'entraîneur de l'année par l'Associated Press, Bill Belichick des Patriots de la Nouvelle-Angleterre étant préféré.
En 2008, il est au centre d'une polémique après le retour à la compétition de Brett Favre, mais McCarthy et Thompson préfèrent mettre Aaron Rodgers au poste de titulaire et Favre est échangé aux Jets de New York contre une sélection de quatrième tour de la draft de 2009. La saison 2008 voit Rodgers faire une très bonne saison, mais les Packers finissent la saison à 6 victoires et 10 défaites et ne se qualifient pas pour la phase éliminatoires, mais gagne le dernier match du calendrier contre les Lions de Détroit, qui devient avec cette défaite la première équipe de l'histoire de la NFL à afficher un bilan d'aucune victoire en 16 rencontres de saison régulière. En 2009, il affiche avec Green Bay une fiche de 11 victoires et 5 défaites et se qualifie pour la phase finale, mais les Packers perdent lors du tour préliminaire contre les Cardinals de l'Arizona.
La saison 2010 voit Green Bay finir avec un bilan de 10 victoires pour 6 défaites. Lors de cette saison, il remporte avec son équipe le Super Bowl XLV contre les Steelers de Pittsburgh après avoir battu tour à tour les Eagles de Philadelphie, les Falcons d'Atlanta et les Bears de Chicago.
Le 4 mars 2011, Mike McCarthy signe une prolongation de contrat de trois ans.
Le 2 décembre 2018, les Packers perdent 17-20 contre les Cardinals de l'Arizona, une équipe avec un maigre bilan de 2 victoires en 11 rencontres. McCarthy est limogé et remplacé à titre intérimaire par Joe Philbin.
Il est nommé entraîneur principal des Cowboys de Dallas le 7 janvier 2020. 

## Statistiques comme entraîneur
| Équipe               | Saison         | Saison régulière | Saison régulière | Saison régulière | Saison régulière | Saison régulière | Phase éliminatoire | Phase éliminatoire | Phase éliminatoire | Phase éliminatoire                                             |
| Équipe               | Saison         | G                | P                | N                | % victoires      | Classement       | G                  | P                  | % victoires        | Résultat                                                       |
| -------------------- | -------------- | ---------------- | ---------------- | ---------------- | ---------------- | ---------------- | ------------------ | ------------------ | ------------------ | -------------------------------------------------------------- |
| Packers de Green Bay | 2006           | 8                | 8                | 0                | 50               | 2e NFC Nord      | -                  | -                  | -                  | -                                                              |
| Packers de Green Bay | 2007           | 13               | 3                | 0                | 81,3             | 1er NFC Nord     | 1                  | 1                  | 50                 | Défaite contre les Giants de New York en finale de conférence  |
| Packers de Green Bay | 2008           | 6                | 10               | 0                | 37,5             | 3e NFC Nord      | -                  | -                  | -                  | -                                                              |
| Packers de Green Bay | 2009           | 11               | 5                | 0                | 68,8             | 2e NFC Nord      | 0                  | 1                  | 0                  | Défaite contre les Cardinals de l'Arizona en tour de barrage   |
| Packers de Green Bay | 2010           | 10               | 6                | 0                | 68,8             | 2e NFC Nord      | 4                  | 0                  | 100                | Victoire au Super Bowl XLV contre les Steelers de Pittsburgh   |
| Packers de Green Bay | 2011           | 15               | 1                | 0                | 93,8             | 1er NFC Nord     | 0                  | 1                  | 0                  | Défaite contre les Giants de New York en tour de division      |
| Packers de Green Bay | 2012           | 11               | 5                | 0                | 68,8             | 1er NFC Nord     | 1                  | 1                  | 50                 | Défaite contre les 49ers de San Francisco en tour de division  |
| Packers de Green Bay | 2013           | 8                | 7                | 1                | 53,1             | 1er NFC Nord     | 0                  | 1                  | 0                  | Défaite contre les 49ers de San Francisco en tour préliminaire |
| Packers de Green Bay | 2014           | 12               | 4                | 0                | 75               | 1er NFC Nord     | 1                  | 1                  | 50                 | Défaite contre les Seahawks de Seattle en finale de conférence |
| Packers de Green Bay | 2015           | 10               | 6                | 0                | 68,8             | 2e NFC Nord      | 1                  | 1                  | 50                 | Défaite contre les Cardinals de l'Arizona en tour de division  |
| Packers de Green Bay | 2016           | 10               | 6                | 0                | 68,8             | 1er NFC Nord     | 2                  | 1                  | 66,7               | Défaite contre les Falcons d'Atlanta en finale de conférence   |
| Packers de Green Bay | 2017           | 7                | 9                | 0                | 43,8             | 3e NFC Nord      | -                  | -                  | -                  | -                                                              |
| Packers de Green Bay | 2018           | 4                | 7                | 1                | 37,5             | Renvoyé          | -                  | -                  | -                  | -                                                              |
| Totaux Packers       | Totaux Packers | 125              | 77               | 2                | 61,8             |                  | 10                 | 8                  | 55,6               |                                                                |
| Cowboys de Dallas    | 2020           | 6                | 10               | 0                | 37,5             | 3e NFC Est       | -                  | -                  | -                  | -                                                              |
| Cowboys de Dallas    | 2021           | 12               | 5                | 70,6             |                  | 1er NFC Est      | 0                  | 1                  | 0                  | Défaite contre les 49ers de San Francisco en tour de barrage   |
| Cowboys de Dallas    | 2022           | 12               | 5                | 70,6             |                  | 2e NFC Est       | 1                  | 1                  | 50                 | Défaite contre les 49ers de San Francisco en tour de division  |
| Cowboys de Dallas    | 2023           | 12               | 5                | 70,6             |                  | 1er NFC Est      | 0                  | 1                  | 0                  | Défaite contre les Packers de Green Bay en tour de barrage     |
| Cowboys de Dallas    | 2024           | 7                | 10               | 41,2             |                  | 3e NFC Est       | -                  | -                  | -                  | -                                                              |
| Totaux Cowboys       | Totaux Cowboys | 49               | 35               | 0                | 58,3             |                  | 1                  | 3                  | 25                 |                                                                |
| Totaux               | Totaux         | 174              | 112              | 2                | 60,8             |                  | 11                 | 11                 | 50                 |                                                                |